# Puși Dinulescu
Puși Dinulescu (n. 27 august 1942, București, România – d. 1 august 2019, București, România), pe numele său adevărat Dumitru Dinulescu, a fost un dramaturg, regizor de film, teatru și televiziune, prozator, poet și polemist român.

## Date biografice
Fiul inginerului Dumitru I. Dinulescu, originar din Fetești și al Ileanei, născută la Focșani, fiica generalului Cezar Butunoiu, din artilerie, participant la luptele de la Oituz și Mărășești. A avut un frate, inginer: Cezar Dinulescu (1932-1993). 
De formație filolog și regizor de film, Puși Dinulescu a absolvit în 1965 Facultatea de litere a Universității București cu teza de licență Problema individului la Camil Petrescu și Albert Camus și Regia de film și televiziune la Institutul de Artă Teatrală și Cinematografică I.L.Caragiale din București (1973), cu filmul de diplomă Iaurtul și cunoașterea lumii, după schița cu același nume de Teodor Mazilu.
Bibliograf și redactor la Revista nouă din Ploiești (1966—1968), metodist la Casa de Cultură a Studenților din București (1968), redactor, apoi regizor la Televiziunea Română (1968-1970; 1990-1997), asistent de regie la Studioul Cinematografic „București”din Buftea (1974), redactor la Radio București (1975-1977). În 1997 deschide primul teatru-cafenea din București, purtând numele de Teatrul-cabaret Robert Calul, care funcționează până în 1998. Călătorii turistice în Europa, Asia Mică, Africa (Tunisia, Canare, Seychelles), Statele Unite și Cuba.
Este necăsătorit.
A început să semneze cu numele Puși Dinulescu din 1998, până atunci semnând cu numele real, Dumitru Dinulescu.

## Opera
A abordat mai multe genuri literare: teatru, proză scurtă, roman, poezie, istorie literară, memorialistică.
A primit Premiul Asociației Scriitorilor din București pentru volumul de povestiri Linda Belinda (1979) și Premiul Uniunii Scriitorilor din România pentru romanul Îngerul contabil (1985).
A regizat două filme de lung metraj: Sper să ne mai vedem (1985, scenariul: Ion Baieșu) și Nuntă cu sirenă (1998), scenariul: Celina Petrescu și Dumitru (Puși) Dinulescu. În 2005, Alexandru Tocilescu a regizat, pentru Televiziunea Română, piesa lui Puși Dinulescu Bani de dus, bani de-ntors, având în distribuție cațiva mari actori: Gheorghe Dinică, Sebastian Papaiani, Adriana Trandafir, Carmen Tănase.
În 2009 publică la Editura Minerva pamfletul-eseu Gașca și diavolul. Istoria bolnavă a domnului Manolescu care stârnește vii controverse, fiind o replică polemică la Istoria critică a literaturii române a lui Nicolae Manolescu, din care Puși Dinulescu a fost omis.

### Dramaturgul
Debut în revista Vatra din Târgu-Mureș (1982), datorită lui Romulus Guga, cu piesa într-un act Suflet de fată.
Tot în 1982 apar în revista Tribuna de la Cluj fragmente dintr-o variantă de atunci a piesei Casa cu țoape. Scriitorul va continua munca la această piesă până în 2009, deși beneficiază în 2002-2005, la Teatrul Național din Craiova (regia: Mircea Cornișteanu) și 2003-2005 la Teatrul „Al.Davila” din Pitești (regia: Matei Varodi) de spectacole cu succes la public.
Debutul pe scenă în 1986, cu piesa Ciulama de porumbei, reprezentată cu titlul Dresură de porumbei, la Teatrul de Stat din Turda, urmată în 1989 la Teatrul „Victor Ion Popa” din Bârlad de Meandrele vieții. La aceste piese, ca și la Suflet de fată și la Fericirea, apărută în 1983 în Arlechin, caiet al Teatrului Național din Iași, autorul a renunțat, după cum afirmă în "Note bibliografice despre piesele mele", din volumul Teatru, apărut în 2010.
Toate cele șase piese agreate de autor pentru a fi reprezentate, în variantele lor definitive, se află în volumul Teatru, apărut în 2010 la Editura Minerva. Sunt cuprinse Bani de dus, bani de-ntors (1999-2001), Nunta lui Puiu (2003-2005), Amanta mortului sau Noua și adevărata Casă cu Țoape (1979-2009), Pescărușul lui Hamlet (2004), Săru` mâna tanti sau Pe pragul despărțirii și tele-play-ul Senvici cu infinit (2006-2010).
Din aceste piese au fost reprezentate până acum doar Bani de dus, bani de-ntors (2005, TVR), cu actorii Gheorghe Dinică (Manole), Carmen Tănase (Irina), Sebastian Papaiani (Gică), Tania Popa (Ludmila), Adriana Trandafir (Nuți), Crina Mureșan (Aida), Vlad Ivanov (Vasile), Lucian Iancu (Grigore), în regia lui Alexandru Tocilescu și Nunta lui Puiu la Teatrul „Alexandru Davila” din Pitești cu Dan Ivănesei (Lae), Mirela Popescu (Marieta), Petrișor Stan (Ion Pârțoiu), Wilhelmina Câta (Corina Pârțoiu), Lia Deaconu (Michi), Aida Stan (Veta), Cornelia Niculescu (Delia), Daniela Marinache (Lili), Radu Coriolan (Tase), Dan Andrei (Puiu), Petre Dumitrescu (Doctorul), în regia lui Matei Varodi (2008-2010). Aceeași piesă și la Teatrul Național „Marin Sorescu”, din Craiova, premiera în primăvara lui 2009, în regia lui Mircea Cornișteanu, cu Mirela Cioabă (Veta), Valentin Mihali (Ion Pârțoiu), Gabriela Baciu (Marieta), Iulia Colan (Michi), Eugen Titu (Lae), Geni Macsim (Corina Pârțoiu), Ion Colan (Tase), Nicolae Poghirc (Puiu), Raluca Păun (Delia), Monica Ardeleanu (Lili), Ștefan Mirea (Doctorul). În 2012 , la Teatrul Tudor Vianu, din Giurgiu, se reprezintă și comedia cu cântece 'Săru-mâna, tanti!', sub titlul 'Plajă cu amanți'.
În 2013, Juan Martinez îi traduce în limba spaniolă piesa Nunta lui Puiu, cu titlul La Boda de Puiu.
În 2018, apare volumul  'Teatrul Dinulescian, cinci piese în contra direcției de azi din teatrul românesc și un eseu'. Este o ediție definitivă, de autor, cu textul non varietur, Amplul eseu care însoțește piesele, intitulat 'Cum să scrii o piesă de teatru bună' este un studiu comparat al construcției pieselor 'Hamlet', 'Pescărușul', 'O scrisoare pierdută' și 'Steaua fără nume'.
Tot în acest an i se acordă Premiul Opera Omnia de către Uniunea Scriitorilor din România, Filiala Bucureti-Dramaturgieș, 'pentru îndelungata și eminenta activitate de dramaturg'.

### Regizorul de teatru
În 1987 Puși Dinulescu debutează pe scena Teatrului Municipal din Ploiești, cu piesa Omul cu mârțoaga de George Ciprian.
În 1988 montează la Teatrul „ Mihai Erminescu” din Botoșani Femeia îndărătnică (Îmblânzirea scorpiei) de William Shakespeare. La ambele spectacole semnează și ilustrația muzicală, la ultimul realizând și costumele.

### Regizorul de film și televiziune
Debutează în 1969, realizând, împreună cu Boris Ciobanu, un film de 16 mm, pe versuri de George Bacovia, recitate de Ion Manolescu: „Dormitând”. Continuă cu scurte filme pe versuri de Mihai Eminescu, Marin Sorescu, Virgil Mazilescu și alții.
Anul 1983 marchează debutul lui Puși Dinulescu în Cinematografie, pe 35 mm, regizând pentru Casa de filme nr.3 scurt-metrajul Întâlnirea din Pământuri (20 de minute), după povestirea cu același nume de Marin Preda, combinată cu trei episoade din Marele singuratic. Filmul se difuzează împreună cu alte 3 debuturi sub titlul De patru ori start și are ca interpreți, printre alții, pe Valeria Seciu, Mitică Popescu și Ernest Maftei. Imaginea: Bogdan Silvestru.
În anii 1984-1985 a realizat ca regizor, pentru aceeași casă de filme, Sper să ne mai vedem, un lung-metraj pe scenariul lui Ion Băieșu, cu imaginea semnată de Alexandru Groza. În rolurile principale doi debutanți: Valentin Mihali și Ileana Harșa-Negru. Ei sunt anturați de vedete ale ecranului: Mitică Popescu, Ion Besoiu, Dan Condurache, Margareta Pogonat, Ernest Maftei, Dorel Vișan. Revine după o lungă absență Cici Dumitrache-Caraman, iar în roluri episodice vedete din alte zone: Ion Dolănescu, Nicolae Dobrin sau campioana mondială de floretă din acei ani Elisabeta Guzganu.
Între 1995 și 1998 a realizat Nuntă cu sirenă, lung-metraj de televiziune (suport electronic), scenariul: Celina Petrescu și Puși Dinulescu, imaginea: Ion Cristodulo, regia: Puși Dinulescu. Difuzat la 2 ani și jumătate după terminarea filmărilor. În rolurile cele mai importante: Laurențiu Lazăr, Delia Seceleanu, Mitică Popescu, Radu Panamarenco, Ernest Maftei, Maria Teslaru, Dorina Lazăr, Nicolae Urs, Constantin Dinulescu, Eusebiu Ștefănescu, Stelian Stancu, Florin Aioanițoaiei și Mihaela Mihăescu. Filmul se bucură și de participări extraordinare: Irina Petrescu și Ștefan Mihăilescu-Brăila, în roluri mult mai mici decât renumele lor.

### Publicistul
Începând din 1966, când a debutat la Viața studențească, activitate de jurnalist de cultură (teatru, film, literatură) în presa scrisă, la radio și la televiziune (unde a fost angajat între 1968-70), apoi între 1975-77 și 1990-96). În 1990 și 1991, ține, pe un ton degajat și chiar zeflemist, o rubrică de reflecție civică, intitulată Cronica lui Mitică, în revista Săptămâna, condusă de Mircea Micu.
În 2017, îi apare volumul caleidoscopic 'Șpaga, mafia și sufletul', cuprinzând, alături de poezii, publicistică politică, dar și culturală, note umoristice etc.